# 黑絲鰭笛鯛
黑絲鰭笛鯛，為輻鰭魚綱鱸形目鱸亞目笛鯛科的其中一種，分布於中西大西洋區，包括佛羅里達群島、墨西哥灣西部、西印度群島等海域，棲息深度100-300公尺，本魚口鼻部是相對的短而尖，前牙在上頜骨擴大，眼間隔凸，背鰭與臀鰭基部無鱗，胸鰭長達到肛門，體背部和上側紫色或黑褐色至腹部時顏色越來越淡，稚魚的顏色以藍色為主，背鰭硬棘10枚;背鰭軟條9-10枚;臀鰭硬棘3枚;臀鰭軟條8枚，體長可達65公分，生活在岩石底質海域，屬肉食性，以魚類、頭足類等為食，可作為食用魚，有雪卡魚毒的紀錄。